# Nimrod (escritor)
Nimrod Bena Djangrang, mayormente conocido con el seudónimo de Nimrod, nacido el  7 de diciembre de 1959 en Koyom en el Sur de Chad, es un poeta, novelista y ensayista.

## Trayectoria
Luego de realizar sus estudios primarios y secundarios en su país natal, continuó sus estudios superiores en Abiyán en la Costa de Marfil. Allí también enseñó en colegios y escuelas secundarias. Doctor en Filosofía (1996) y Jefe de Redacción de la revista Aleph, Beth (1997-2000), Nimrod vive hoy en Amiens, Francia, dónde enseña la Filosofía en la Universidad de Picardía Jules Verne, pero sus novelas evocan principalmente el Chad de la guerra civil de los años 1979-1982. Dice “escribir en francés desde las costas de su extranjeridad” y declara “que ya es tiempo de considerar el francés como una lengua africana”. Nimrod es también el fundador de la revista literaria francófila “Agotem” de las ediciones Obsidiane. 
En 2008 es galardonado con el importante premio Edouard Glissant, destinado a honrar una obra artística descollante de actualidad según sus valores poéticos, políticos y filosóficos según lineamientos propios al escritor Edouard Glissant: La poética de lo diverso, el mestizaje y todas las formas de emancipación, la de los imaginarios, de idiomas y de culturas. 
En diciembre de 2020, recibe el prestigioso Premio Guillaume Apollinaire, por su poemario Pequeño Elogio de la luz natural.

### Poesía
- Pierre, poussière,  Ediciones Obsidiane, 1989
- Passage à l’infini, Obsidiane, 1999
- En saison, seguido de Pierre, poussière, Obsidiane, 2004.
- Babel, Babylone, Obsidiane, poema, 2010 ; Premio Max Jacob, 2011.
- L’Or des rivières, Actes Sud, sept récits poétiques, 2010.
- Sur les berges du Chari, district nord de la beauté, ediciones Bruno Doucey, 2016. Premio de poesía Pierrette-Micheloud 2016.
- J'aurais un royaume de bois flotté : antología personal, 1989-2016 , Ediciones Gallimard, col. « Poésie », n°522, 2017.
- Nébuleux trésor, pinturas de Giraud Cauchy, Forcalquier : Archétype, 2018.
- Petit éloge de la lumière nature, Obsidiane, 2020.

### Novelas y otros relatos
- Les Jambes d’Alice, Actes Sud, novela, 2001. Beca Thyde Monnier de la Société des gens de lettres.
- Le Départ, Actes Sud, novela, 2005.
- Le Bal des princes, Actes Sud, novela, 2008. Premio Ahmadou-Kourouma y premio Benjamin Fondane.
- Un balcon sur l’Algérois, Actes Sud, 2013.
- L’enfant n'est pas mort, ediciones Bruno Doucey, col. « Sur le fil », 2017.
- Gens de brume, Actes Sud, col. « Essences », 2017.
- La Traversée de Montparnasse, Ediciones Gallimard, col. Continents Noirs » , 2020.[1]

### Ensayos
- Tombeau de Léopold Sédar Senghor,  ediciones Le Temps qu'il fait, 2003.
- Léopold Sédar Senghor, monografía consignada con Armand Guibert, Ediciones Seghers, col. « Poètes d'aujourd'hui », 2006.
- La Nouvelle Chose française, Actes Sud, 2008.
- Alan Tasso d'un chant solitaire, Beyrouth, Les Blés d'or, col. « Estetica », 2010.
- Visite à Aimé Césaire seguido de Aimé Césaire, le poème d'une vie, Obsidiane, 2013.
- Léon-Gontran Damas, le poète jazzy, À dos d'âne, col. « Des graines et des guides », 2014.
- L'Eau les choses les reflets : la peinture de Claire Bianchi, Claire Bianchi, 2018.

### Textos para la juventud
- Rosa Parks,  non à la discrimination raciale, Actes Sud Junior, col. « Ceux qui ont dit non », 2008.
- Aimé Césaire, non à l'humiliation, Actes Sud Junior,  col. « Ceux qui ont dit non », 2012.

## Premios y menciones
- Prix de la vocation en poésie, 1989
- Prix Louise-Labé, 1999
- Prix Ahmadou-Kourouma, 2008
- Prix Benjamin-Fondane, 2008
- Prix Édouard-Glissant, 2008
- Prix Max-Jacob, 2011
- Prix de poésie Pierrette-Micheloud, 2016
- Prix Guillaume-Apollinaire, 2020